# Xylodiscula boucheti
Xylodiscula boucheti is een slakkensoort uit de familie van de Xylodisculidae. De wetenschappelijke naam van de soort is voor het eerst geldig gepubliceerd in 1992 door Warén, Carrozza & Rocchini in Warén.